# 葉鳳靈
葉鳳靈（1461年—？），字昌韶，浙江台州府太平縣人，軍籍，明朝政治人物。

## 生平
弘治五年（1492年）壬子科浙江鄉試第六十名舉人。曾任江西新城縣舉教谕。弘治十五年（1502年）中式壬戌科會試第一百八名，二甲第六十名進士。

## 家族
曾祖葉彥時；祖父葉志遠；父葉哲，嫡母陳氏、生母何氏。慈侍下。